# César Alonso de las Heras
Pour les articles homonymes, voir Heras.
César Alonso de las Heras
César Alonso de las Heras, né le 24 décembre 1913 à Villaralbo, province de Zamora en Espagne et mort le 3 septembre 2004 à Asunción au Paraguay, est un prêtre de la Congrégation du Sacré Cœur de Jesús de Betharram. 

## Biographie
Il a obtenu son baccalauréat en France et maîtrise le français, langue dans laquelle il a écrit ses premiers poèmes dans sa jeunesse. Certains d'entre eux lui ont valu une correspondance avec Paul Claudel.
Il arrive au Paraguay le 10 février 1940 et est incorporé au groupe de professeurs du Collège de San José, dont il deviendra le directeur entre 1953 et 1959.
En plus d'un profond apostolat sacerdotal, il a développé un travail pédagogique de longue haleine, surtout dans l'enseignement de la langue et de la littérature castillane.
Il a stimulé la refondation de l'Académie Littéraire du Collège de San José et a établi les bases de l'Académie Universitaire, fondée d'abord en 1946 comme un Cercle Littéraire. De nombreux jeunes talents s'y sont formés avant de décoller dans la production intellectuelle, notamment Ricardo Mazó, José Luis Appleyard, Carlos Villagra Marsal, José María Gómez Sanjurjo, Ramiro Domínguez, Gustavo Gatti et Jules César Troche.
Le père Alonso a aussi développé une intense œuvre culturelle personnelle, en montant des pièces de théâtre, en en créant lui-même, en participant au labeur culturel de l'environnement, en donnant des conférences et surtout en diffusant l’œuvre d'auteurs comme Claudel, Federico García Lorca, André Gide, Jean-Paul Sartre, Gabriel Miró, Juan Ramón Jiménez ou Samuel Beckett.
Il a reçu des décorations et reconnaissances et notamment a été nommé à l'Ordre d'Isabelle la Catholique par le gouvernement espagnol. Il a reçu les Palmes Académiques du gouvernement français. En 1994, le gouvernement paraguayen lui a attribué la Croix de Commandant du Mérite National et il a reçu la même année le titre de Doctorat honoris causa par l'Université Nationale d'Asunción. 
Il a aussi réalisé des recherches sur le Lac Ypacaraí, ses légendes et son histoire ainsi que sur Domingo Martínez de Irala et sur des aspects peu de connus des Missions Jésuites du Paraguay.

## Œuvres
Son œuvre comprend les recueils de poèmes María de Nazareth, Que cercano tu recuerdo, Silencio, Rosario y Vía Crucis, Antología, Navidad-Variaciones et Más que tú lo he deseado ; le mystère dramatique San Blas et l’œuvre théâtrale Jalones de Gloria sur les cinquante premières années d'histoire du Collège de San José. Il est auteur également d'une Histoire du Collège de San José.